# Szczepan Roszak
Szczepan Roszak (ur. 1952) – polski inżynier chemik i matematyk. Absolwent Politechniki Wrocławskiej i Uniwersytetu Wrocławskiego. Od 2003 profesor na Wydziale Chemicznym Politechniki Wrocławskiej.